# Open Schaakkampioenschap van Arnhem
Het Open Schaakkampioenschap van Arnhem, kortweg OSKA, is een weekendschaaktoernooi dat sinds 2002 ieder jaar wordt georganiseerd. De organisatie is in handen van de Arnhemse Schaakvereniging.
In de jaren 2020 en 2021 kon het toernooi vanwege de coronapandemie geen doorgang vinden.

## Lijst van winnaars

### Meervoudige winnaars
| Overwinningen | Schaker         | Land               | Jaren                  |
| ------------- | --------------- | ------------------ | ---------------------- |
| 4             | Thomas Beerdsen | Vlag van Nederland | 2015, 2017, 2018, 2019 |
| 3             | Ruud Janssen    | Vlag van Nederland | 2002, 2013, 2016       |
| 2             | Stefan Kuipers  | Vlag van Nederland | 2005, 2011             |

### Overwinningen per land
| Overwinningen | Land      |
| ------------- | --------- |
| 18            | Nederland |
| 1             | Duitsland |